# Grant Anderson
Grant Anderson (Port Arthur, Texas, 21 de junio de 1997) es un jugador profesional estadounidense de béisbol que se desempeña en la posición de lanzador en Texas Rangers, equipo de las Grandes Ligas de Béisbol (MLB).

## Carrera
Fue seleccionado en la 21.ª ronda en el Draft de la MLB de 2018. En 2023 hizo su debut profesional con el equipo Texas Rangers, donde lleva jugando dos temporadas.